# Gymnopilus nevadensis
Gymnopilus nevadensis là một loài nấm trong họ Cortinariaceae.